# Bedritsa
Bedritsa (ryska: Бедрица) är ett vattendrag i Belarus.   Det ligger i voblasten Vitsebsks voblast, i den norra delen av landet, 180 kilometer norr om huvudstaden Minsk.
Omgivningarna runt Bedritsa är en mosaik av jordbruksmark och naturlig växtlighet. Runt Bedritsa är det ganska tätbefolkat, med 72 invånare per kvadratkilometer.